# 大規模修繕工事
大規模修繕工事（たいきぼしゅうぜんこうじ）は、マンションや集合住宅の長期的な維持管理を目的として計画的に実施される修繕工事である。この工事は、建物の劣化を防ぎ、性能を回復させることで住環境を向上させ、資産価値を維持することを目的としている。工事の計画と実施にあたっては、国土交通省が策定した「マンションの修繕積立金に関するガイドライン」や「長期修繕計画標準様式、長期修繕計画作成ガイドライン」などを基に適切な運用が求められる。

## 工事の目的
大規模修繕工事には以下のような目的がある：
- 建物の長寿命化：修繕を定期的に実施し、建物の耐久性を高める。
- 居住環境の改善：外観の美観向上や設備の更新により快適な住環境を維持する。
- 資産価値の維持・向上：適切な修繕工事を通じて建物の資産価値を保つ。
- 防災・減災対策：耐震補強や防水性能の改善により災害に強い建物を実現する。

## 工事の内容
国土交通省のマニュアルに基づき、大規模修繕工事の内容には以下が含まれる：
- 外壁補修工事：ひび割れ補修やタイルの張り替え。
- 防水工事：屋上やバルコニーの防水処理。
- 設備更新工事：給排水管、電気設備、エレベーターなどの更新。
- 共用部分の改修：エントランス、廊下、階段などの改善。
- 耐震補強工事：耐震基準の改定に対応した補強。

## 工事の方式
大規模修繕工事を実施する方式には以下がある：
- 設計監理方式：設計事務所やコンサルタントが仕様を設計し、施工業者を分離して選定する方式。透明性が高い。
- 責任施工方式：設計と施工を同一業者に依頼する方式。迅速な対応が可能。
- コンストラクション・マネジメント（CM）方式：専門家がプロジェクト全体を管理し、品質・コスト・スケジュールの最適化を図る方式。
- ECI方式（アーリー・コントラクター・インボルブメント）：施工業者を設計段階からプロジェクトに参加させ、効率的な計画を行う方式。

## 修繕計画と積立金
長期修繕計画は、建物の劣化状況を踏まえ、必要な修繕内容を予測して策定される。国土交通省のガイドラインでは、修繕積立金の適正な運用と定期的な計画見直しが推奨されている。
修繕積立金は、工事費用を賄うために住民が毎月積み立てる資金であり、適切な積立金額の算定と住民への透明な説明が重要である。

## 不正コンサルタントや発注に関する問題
大規模修繕工事では、不正コンサルタントや不透明な発注が問題となる場合がある。
- 不正コンサルタントの関与：特定業者への便宜供与、不必要な工事提案、施工監理の不備。
- 発注や入札の不透明性：談合や随意契約の濫用、最低価格入札による品質低下。
- 住民の知識不足：専門知識の不足を悪用されるケースが見られる。

## 談合問題（2025年）
2025年3月4日、公正取引委員会は、マンションの大規模修繕工事において、関東地方の主要な施工業者約20社が談合を繰り返していた疑いがあるとして、私的独占の禁止及び公正取引の確保に関する法律（独占禁止法）違反（不当な取引制限）の疑いで立ち入り検査を実施した。対象となった企業には、長谷工リフォーム、シンヨー、中村塗装店、建設塗装工業、日装・ツツミワークス、大和、リノ・ハピア、富士防、YKK APラクシーなどが含まれる。
報道によると、マンション管理組合が発注する大規模修繕工事において、設計監理会社や管理会社が実施する見積もり合わせや入札に際し、施工業者が事前に受注業者や契約額を調整していた疑いがあり、このような受注調整は数十年前から行われていたとみられる。
3月31日の報道では、新たに清水建設の子会社のシミズ・ビルライフケアや業界大手の建装工業他数社に公正取引委員会が立ち入り検査を実施したことや、工事業者の選定に関わる設計コンサルタント業者数社も調査があったことが判明した。

## 問題を防ぐための対策
- 透明性の確保：公開入札方式を採用し、業者選定の理由や入札結果を住民に説明する。
- 第三者機関の活用：工事計画や見積もりを専門家にチェックしてもらう。
- 住民の知識向上：説明会や資料配布を通じ、住民が修繕工事の基礎知識を得られるようにする。
- 監視体制の強化：独立した専門家による監理や現場確認を実施する。